# Saison 2015 des Twins du Minnesota
La saison 2015 des Twins du Minnesota est la 115e saison en Ligue majeure de baseball pour cette franchise et la 55e depuis le transfert des Senators de Washington vers l'État du Minnesota.
Dirigée pour la première année par Paul Molitor, la jeune équipe des Twins gagne 83 matchs contre 79 défaites et termine au second rang de la division Centrale de la Ligue américaine. Elle n'est éliminée de la course aux séries éliminatoires qu'à l'avant-dernier match de la saison et réussit une première saison gagnante depuis 2010 en remportant 13 parties de plus que la saison précédente. L'année 2015 voit l'arrivée dans les majeures de Miguel Sanó, Byron Buxton et Eddie Rosario, considérés comme de futures vedettes.

## Contexte
Les Twins connaissent en 2014 une 4e saison perdante de suite et terminent pour la 3e fois en 4 ans au dernier rang de la division Centrale de la Ligue américaine. Ils remportent 4 matchs de plus que l'année précédente pour une fiche de 70 victoires et 92 défaites. Au lendemain du dernier match de la saison, les Twins congédient Ron Gardenhire, leur gérant des 13 dernières saisons.

## Intersaison
Le 3 novembre 2014, Paul Molitor, ancien joueur élu au Temple de la renommée du baseball, est nommé gérant des Twins, l'équipe pour laquelle il avait évolué dans les trois dernières saisons de sa carrière terminée en 1998. L'homme de 58 ans, qui était instructeur chez les Twins en 2014 mais ne possède pas d'expérience préalable comme gérant, est engagé pour trois ans.
Le 3 décembre 2014, les Twins engagent le voltigeur de 39 ans Torii Hunter, membre des Tigers de Détroit lors des deux saisons précédentes. Celui qui a joué les 11 premières années de sa carrière (de 1997 à 2007) au Minnesota accepte un contrat de 10,5 millions de dollars pour une saison.
Le 13 décembre 2014, le lanceur partant Ervin Santana, devenu agent libre après une saison chez les Braves d'Atlanta, signe un contrat de 4 ans à 54 millions de dollars avec Minnesota.
Le 22 décembre 2014, les Twins font signer au lanceur droitier Phil Hughes une prolongation de contrat de 42 millions de dollars pour trois ans, se terminant après la saison 2019. Ceci transforme essentiellement le contrat de Hughes en entente de 58 millions pour 5 ans, la plus lucrative accordée jusque-là par les Twins à un lanceur. Arrivé au Minnesota après avoir joué ses 7 premières campagnes avec les Yankees de New York, Hughes avait impressionné à ses débuts chez les Twins en 2014, le partant droitier établissant un nouveau record du baseball majeur avec 11,63 retraits sur des prises réussi pour chaque but-sur-balles accordé à l'adversaire au cours de la saison.

## Calendrier pré-saison
L'entraînement de printemps 2015 des Twins se déroule du 4 mars au 4 avril.

## Saison régulière
La saison régulière de 162 matchs des Twins débute le 6 avril par une visite aux Tigers de Détroit et se termine le 4 octobre suivant. Le match d'ouverture local au Target Field de Minneapolis est disputé aux Royals de Kansas City le 13 avril.

### Classement
| Ligue américaine division Centrale | V  | D  | %    | Diff. | Diff. (séries) |
| ---------------------------------- | -- | -- | ---- | ----- | -------------- |
| Royals de Kansas City              | 95 | 67 | ,586 | -     | -              |
| Twins du Minnesota                 | 83 | 79 | ,512 | 12    | 3              |
| Indians de Cleveland               | 81 | 80 | ,503 | 13½   | 4½             |
| White Sox de Chicago               | 76 | 86 | ,469 | 19    | 10             |
| Tigers de Détroit                  | 74 | 87 | ,460 | 20½   | 11½            |

### Avril
- 3 avril : Le lanceur droitier des Twins Ervin Santana est suspendu 80 matchs par la Ligue majeure de baseball pour usage de stanozolol, un stéroïde anabolisant détecté par un test de dépistage de drogues[11].
- 9 avril : À leur troisième match de la saison, les Twins marquent un point non mérité dans une défaite de 7-1 aux mains des Tigers de Détroit, mais établissent un record de la Ligue américaine avec 24 manches consécutives sans marquer de point pour amorcer une saison[12], deux de moins que le record des majeures établi par les Cardinals de Saint-Louis de 1943[13].

### Mai
- 6 mai : Dans un match face aux Athletics d'Oakland, Eddie Rosario devient le 29e joueur de l'histoire des majeures et le premier de l'histoire des Twins à réussir un coup de circuit sur le premier lancer reçu en carrière, et le 6e joueur des Twins à frapper un circuit à son premier tour au bâton dans les majeures[14].
- 31 mai : Les Twins terminent mai sur leur 20e victoire du mois, le plus grand total en un seul mois depuis juin 1991, ce qui leur permet d'atteindre les 30 victoires (en 49 matchs) le plus rapidement dans une saison depuis la saison 2001[15].

### Septembre
- 2 septembre : Miguel Sanó, des Twins, est élu meilleure recrue du mois d'août 2015 dans la Ligue américaine[16].

### Octobre
- 3 octobre : Les Twins, qui signent leur première saison gagnante depuis 2010[2], sont officiellement éliminés de la course aux séries éliminatoires après une défaite aux mains des Royals de Kansas City à leur avant-dernier match de 2015[1].

## Affiliations en ligues mineures
| Niveau            | Équipe                  | Ligue                   |
| ----------------- | ----------------------- | ----------------------- |
| AAA               | Red Wings de Rochester  | Ligue internationale    |
| AA                | Lookouts de Chattanooga | Southern League         |
| A-Advanced        | Miracle de Fort Myers   | Florida State League    |
| A                 | Kernels de Cedar Rapids | Midwest League          |
| Ligue des recrues | Twins d'Elizabethton    | Appalachian League      |
| Ligue des recrues | GCL Twins               | Gulf Coast League       |
| Ligue des recrues | DSL Twins               | Dominican Summer League |